# جاگیرانی (قبیله)
جاگیرانی (Jagirani) یک قبیله بلوچ و سندی‌تبار در پاکستان است که بیشتر در ایالت‌های سند و بلوچستان سکونت دارد.
جاگیرانی (قبیله) قومی هستند که به زبان سندی و بلوچی صحبت می‌کند و اکثر اعضای آن پیرو اسلام هستند. جاگیرانی‌ها از نظر فرهنگی و تاریخی به بلوچ‌ها و سندی‌ها مرتبط‌اند و از دیرباز در این مناطق زندگی کرده‌اند. در طول تاریخ، آن‌ها در روابط قبیله‌ای، دادگاه‌های جرگه‌ای، و حل و فصل اختلافات نقش مهمی داشته‌اند.
برخی از جوامع این قبیله همچنان به آداب و رسوم سنتی خود پایبند هستند، در حالی که برخی دیگر با فرهنگ مدرن سازگار شده‌اند.